# Pembroke (Massachusetts)
Pembroke es un pueblo ubicado en el condado de Plymouth en el estado estadounidense de Massachusetts. En el Censo de 2010 tenía una población de 17.837 habitantes y una densidad poblacional de 293,3 personas por km².

## Geografía
Pembroke se encuentra ubicado en las coordenadas 42°4′4″N 70°48′21″O / 42.06778, -70.80583. Según la Oficina del Censo de los Estados Unidos, Pembroke tiene una superficie total de 60.82 km², de la cual 56.4 km² corresponden a tierra firme y (7.25%) 4.41 km² es agua.

## Demografía
Según el censo de 2010, había 17.837 personas residiendo en Pembroke. La densidad de población era de 293,3 hab./km². De los 17.837 habitantes, Pembroke estaba compuesto por el 96.84% blancos, el 0.61% eran afroamericanos, el 0.16% eran amerindios, el 0.95% eran asiáticos, el 0.02% eran isleños del Pacífico, el 0.44% eran de otras razas y el 0.97% pertenecían a dos o más razas. Del total de la población el 1.08% eran hispanos o latinos de cualquier raza.